# Блац, Келли
Ке́лли Сти́вен Блац (англ. Kelly Steven Blatz; род. 16 июня 1987, Бербанк, округ Лос-Анджелес, штат Калифорния) — американский актёр и певец. Наиболее известен по роли Чарли Лэндерса (Арона Стоуна) в приключенческом телесериале «Настоящий Арон Стоун».

## Биография
Келли Стивен Блац родился 16 июня 1987 года в городе Бербанке, округ Лос-Анджелес, штат Калифорния, США.

## Карьера
Его дебют состоялся с эпизодической роли в фильме ужасов «Саймон говорит» 2006 года. В этом же году он сыграл главную роль в ещё одном фильме ужасов «7». В 2009 году появился в фильме «Апрельские дожди». В том же году получил свою знаменитую роль Чарли Лэндерса (Арона Стоуна) в телесериале «Настоящий Арон Стоун», где снимался по 2010 год. Позже появился в телесериале «Блеск славы», где играл главную роль Джоэла Харрингтона.
В 2012 году снялся в фильме «Потерянный Анджелес». В 2014 году получил главную роль в фильме ужасов «Реверс 666». После этого снялся в драме «Одна квадратная миля», совместно с Ричардом Дженкинсом, Ким Бейсингер и Анали Типтон.
В 2016 году снялся в четырёх эпизодах в телесериале «Бойтесь ходячих мертвецов» в роли Брендона. В том же году снялся в эпизодических ролях в телесериалах «Вне времени», где сыграл Джона Уилкса Бута, и «Люцифер».
В 2015 году он снял серию короткометражных документальных фильмов о многочисленных художниках в Лос-Анджелесе. В том же году он стал сорежиссером и снялся в короткометражном фильме под названием «The Stairs» в главной роли Энтони Хилда.
Солист группы «CAPRA».

## Фильмография
| Год       |     | Русское название          | Оригинальное название | Роль             |
| --------- | --- | ------------------------- | --------------------- | ---------------- |
| 2006      | ф   | Саймон говорит            | Simon Says            | Уилл             |
| 2006      | ф   | 7                         | The Oakley Seven      | Зик Гатри        |
| 2007      | с   | Зоуи 101                  | Zoey 101              | Гин              |
| 2008      | ф   | Изнутри                   | From Within           | Дилан            |
| 2008      | ф   | Выпускной                 | Prom Night            | Майкл            |
| 2008      | ф   | Шлюшка                    | Whore                 | рэпер            |
| 2009      | с   | Дайте Санни шанс          | Sonny with a Chance   | Джеймс Конрой    |
| 2009      | ф   | Апрельские дожди          | April Showers         | Шон              |
| 2009      | тф  | Скользящие по небу        | Skyrunners            | Ник Барнс        |
| 2010—2011 | с   | Блеск славы               | Glory Daze            | Джоэл Харрингтон |
| 2012      | ф   | Потерянный Анджелес       | Lost Angeles          | Джаред           |
| 2013      | кор | Разбойник                 | Reaver                | Крис             |
| 2013      | с   | Пожарные Чикаго           | Chicago Fire          | офицер Элам Смит |
| 2014      | ф   | Одна квадратная миля      | 4 Minute Mile         | Дрю Джейкобс     |
| 2015      | ф   | Реверс 666                | Exeter                | Патрик           |
| 2015      | тф  |                           | When Duty Calls       | Мартин Скопик    |
| 2016      | кор |                           | The Stairs            | Джонни           |
| 2016      | с   | Люцифер                   | Lucifer               | Кевин            |
| 2016      | с   | Бойтесь ходячих мертвецов | Fear the Walking Dead | Брендон Люк      |
| 2016      | с   | Вне времени               | Timeless              | Джон Уилкс Бут   |
| 2017      | ф   |                           | What Lies Ahead       | Кайл             |